# Waiilatpuan
Waiilatpuan (Wailatpuan), porodica indijanskih jezika iz Oregona kod ušća rijeke Walla Walla i oko Mount Hooda i Mount Jeffersona. Predstavnici porodice su jezici i plemena Molala i Cayuse. Ostatci Molala završili su na rezervatu Grande Ronde, a plemena Cayuse na Umatilla. 
Waiilatpuan porodica dio je velike porodice penutskih jezika. 

## Vanjske poveznice
- Wailatpuan Family